# この愛に泳ぎ疲れても/Boy
『この愛に泳ぎ疲れても/Boy』（このあいにおよぎつかれても / ボーイ）は、ZARDの11作目のシングル。

## 概要
ZARD初の両A面シングルだったが、当時は両A面の2曲目は明るみに出ることが少なく、ランキングの時の表記は1曲目のタイトルだけだった。その後両A面シングルは2005年発表の『星のかがやきよ／夏を待つセイル（帆）のように』までない。

## 音楽性

### この愛に泳ぎ疲れても
- 表題曲は関西テレビ・フジテレビ系ドラマ『愛と疑惑のサスペンス』オープニングテーマ（シングルジャケ写に掲載）に使用された[1]。
- ピアノのイントロで始まる。1番のサビが終わると同時に急加速し、キーも半音上がる（ヘ短調→嬰ヘ短調）。

### Boy
- 読売テレビ製作映画『夏の庭 The Friends』エンディングテーマ。アレンジは変わらないが、2番から歌が始まる。
- 栗林誠一郎の「Girl 今でも」のカバー。「君がいない」とは異なり冒頭部分の「Girl 今でも」を「Boy 今でも」に変えた以外はまったく異なる歌詞である。ZARDのA面の楽曲の中で唯一、サビの部分にタイトルが登場しない。
- 名義上ではA面であったが、同年に発表された5枚目のアルバム『OH MY LOVE』には収録されず、オリジナルアルバムにも未収録である。2001年発表のセレクション集『ZARD BLEND II 〜LEAF&SNOW〜』でアルバム初収録となった。

## ディスクジャケット、ミュージックビデオ
- ジャケット写真、およびミュージックビデオは、日本青年館で撮影された。発売当初は日本青年館でミュージックビデオを撮影するためのメイキングシーンがプロモーションビデオとなっていたが、坂井の死後にフルで歌唱する映像が初公開された。

## 記録
- ZARDのシングル売り上げ枚数では、「負けないで」「揺れる想い」「マイ フレンド」のミリオンセラー作品に続く4番目のヒット曲である。

## 収録曲
1. この愛に泳ぎ疲れても
作詞：坂井泉水
作曲：織田哲郎
編曲：明石昌夫
2. Boy
作詞：坂井泉水
作曲：栗林誠一郎
編曲：明石昌夫
3. この愛に泳ぎ疲れても（オリジナルカラオケ）
4. Boy（オリジナルカラオケ）

## 楽曲の収録アルバム
- OH MY LOVE（#1）
- ZARD BEST The Single Collection 〜軌跡〜（#1）
- ZARD Cruising & Live 〜限定盤ライヴCD〜（#1、ライブバージョン）
- ZARD BLEND II 〜LEAF&SNOW〜（#2）
- Golden Best 〜15th Anniversary〜（#1）
- Soffio di vento 〜Best of IZUMI SAKAI Selection〜（#2）
- ZARD Single Collection 〜20TH ANNIVERSARY〜（#1,2）
- ZARD Forever Best 〜25th Anniversary〜（#1）
- 愛と疑惑のサスペンス エンディングテーマ曲集（#1）

## カバー
| 曲名                 | アーティスト | 収録作品     | 発売日        | 備考           |
| -------------------- | ------------ | ------------ | ------------- | -------------- |
| この愛に泳ぎ疲れても | 織田哲郎     | 『MELODIES』 | 2006年9月20日 | セルフカバー。 |